# Standard (Ökonomie)
Als Standard bezeichnet man in der Ökonomie das Ergebnis der Standardisierung von vergleichbaren Produkten oder Dienstleistungen verschiedener Hersteller. 

## Allgemeines
Wettbewerber bieten Produkte oder Dienstleistungen ähnlicher Funktionalität oder Zweckbestimmung an, ohne diese zunächst mit anderen Wettbewerbern zu harmonisieren. Ergebnis ist eine Vielzahl ähnlicher Produkte oder Dienstleistungen, die der Verbraucher kaum voneinander unterscheiden kann. Es fehlt häufig die Kompatibilität, was beispielsweise die Austauschbarkeit von Baugruppen oder Komponenten behindert. Diese Austauschbarkeit wird beim Lock-in-Effekt sogar verhindert, um die Kundenbindung zu erhöhen. So kam beispielsweise im März 1954 die farbige Version der US-amerikanischen Fernsehnorm NTSC auf den Markt, deren Standard sich in Europa, Asien und Australien jedoch nicht durchsetzte. Hier etablierte sich entweder im Januar 1963 das deutsche System PAL oder das im Oktober 1967 vorgestellte französische Farbsystem SECAM. Die unterschiedlichen Fernsehnormen sorgten dafür, dass Fernsehgeräte nur für eine Fernsehnorm tauglich waren. 

## Arten
Zu unterscheiden ist zwischen regulativen und koordinativen Standards. Regulative Standards sollen negative externe Effekte bei Produkten und Produktionsprozessen abschwächen oder verhindern, ungesunde oder unsichere Produkte sollen verboten werden. Als regulative Standards sind solche Standards anzusehen, welche darauf abzielen, negative externe Effekte zu internalisieren. Das bedeutet, es werden diejenigen Akteure sanktioniert, welche für negative Effekte verantwortlich sind. Da regulative Standards oft in Form von Grenzwerten oder Richtwerten auftauchen, wird schnell verständlich, was praktisch gemeint ist: Der Verursacher von Grenzwertüberschreitungen beispielsweise wird bestraft. Aus diesem Grund ist für die Entwicklung und Durchsetzung eines bestimmten Typs staatliches Handeln notwendig. Durch die aktive Rolle des Staates erlangt ein solcher Standard eine normative Dimension und ist somit verbindlich. Zu den regulativen Standards gehören beispielsweise Sicherheitsvorschriften oder Umweltbestimmungen.
Koordinative Standards beruhen auf gemeinsam festgelegten Regeln, auf die sich Wettbewerber einigen oder sich freiwillig einem Standard anschließen. Koordinative Standards (auch Kompatibilitätsstandards) haben das Zueinanderpassen mehrerer technischer Teile oder Systeme zum Ziel. Sie werden wiederum eingeteilt in technische und transaktionale Standards. Erstere zielen darauf ab, die „Kompatibilität von Komponenten und die Interoperationalität von Systemen herzustellen und zu sichern“. Transaktionale Standards beziehen sich auf Rechtsordnungen wie „ein standardisiertes Vertragsrecht, standardisierte Bilanzierungsvorschriften … oder einheitliche Maße, Gewichte oder Währungen“.
Qualitätsstandards sorgen auf Unternehmensebene für einheitliche Produkt- oder Dienstleistungsqualität. Sie werden durch das Qualitätsmanagement überwacht. National und international helfen überbetriebliche standardisierte Frankaturen, Handelsklauseln und Incoterms bei der Abwicklung der Handelsgeschäfte.
Internationale Vertragsstandards sind unter anderem die von der Loan Market Association herausgegebenen Kreditverträge, die von der International Swaps and Derivatives Association veröffentlichten Standards für Geschäfte im außerbörslichen Handel oder die Vorgaben des UN-Kaufrechts.

## Wirtschaftliche Aspekte
Unter fehlenden Standards leidet die Markttransparenz, denn der Verbraucher kann nicht ohne weiteres beurteilen, ob Komplementärgüter technisch/physikalisch aufeinander abgestimmt sind oder nicht. Die Industrie fördert häufig diesen Prozess, indem sie vollkommene (perfekte) Komplemente herstellt, die nur zusammen nachgefragt werden können. Beispiel ist die Bindung einer Kaffeemaschine an einen Kaffeepad-Kapselstandard, welche den Kunden dazu zwingt, die zugehörigen Pads oder Kapseln beim selben Hersteller zu erwerben.
Die Bereitschaft potenzieller Verursacher negativer Externalitäten, regulative Standards zu entwickeln, ist nicht sehr groß. Sie engagieren sich insbesondere – und dann sehr zögerlich –, wenn sie nicht durch die von der politischen Bürokratie gesetzten Standards reguliert werden wollen. Koordinative Standards sollen positive Externalitäten erzeugen und senken die Transaktionskosten, während regulative Standards zur Internalisierung negativer Effekte beitragen. Internalisierung bedeutet, dass der Verursacher in seinen Handlungen eingeschränkt oder er für die Folgen verantwortlich gemacht wird. Koordinative Standards führen zur Kompatibilität von Komponenten eines technischen Systems.
Standards, insbesondere offene Standards, tragen zur Vereinheitlichung von Schnittstellen und Produkten bei, was zu größeren Märkten, also einer geringeren Marktsegmentierung, führt. Größere Märkte bewirken mehr Wettbewerb zwischen den Anbietern; dies wiederum bewirkt sinkende Preise, höhere Verkaufszahlen, mehr Forschung und Entwicklung bzw. mehr technischen Fortschritt und einen besseren Ausgleich von Angebot und Nachfrage (z. B. schwächere Preisschwankungen bei Schwankungen von Angebot und/oder Nachfrage). 
Die Vereinbarung einschlägiger Standards verkürzt bzw. vereinfacht Vertragsverhandlungen und Verträge. Erst die Schaffung von Standards für Schnittstellen zwischen Teilsystemen ermöglicht den effizienten Bau von daraus bestehenden komplexen Systemen; speziell dann, wenn sich viele der Teilsysteme schnell/erheblich ändern. Ein markantes Beispiel ist der PC (bestehend aus den Teilsystemen Festplatte, Motherboard, Arbeitsspeicher, Grafikkarte usw.). Wegen des Anreizes, möglichst das eigene Produkt oder die eigene Technologie zum Standard zu erheben, haben sich auch konkurrierende Standards gebildet, die in etwa das gleiche Problem lösen, jedoch wegen Inkompatibilität (paradoxerweise) zu Marktsegmentierung führen. Dazu gehören zum Beispiel VHS kontra Betacam, DVD Forum kontra DVD+RW Alliance oder Blu-ray Disc kontra HD DVD.